# 나의 해방일지
《나의 해방일지》는 2022년 4월 9일부터 2022년 5월 29일까지 방송된 JTBC 토일 드라마이다.

## 기획의도
견딜 수 없이 촌스런 삼남매의 견딜 수 없이 사랑스러운 행복소생기. 어른이 된 후 매일매일 되풀이되는 단조로운 일상에 지친 세 남매가 한없이 평범한 삶 속에서 특별한 성취와 자유를 찾아 나서기 시작하는데.

## 제작진

### 제작사
- 스튜디오피닉스
- SLL
- 초록뱀미디어

### 극본
- 박해영 : ( 영화 《올드미스 다이어리》(공동각본), 영화 《두 번의 결혼식과 한 번의 장례식》(각본), KBS2 일일시트콤 《올드미스 다이어리》(공동집필), MBC 수목 미니시리즈 《90일, 사랑할 시간》(집필), JTBC 일일시트콤 《청담동 살아요》(집필), JTBC 일일시트콤 《청담동 살아요 리부트》(집필), tvN 월화 미니시리즈 《또! 오해영》(집필), tvN 수목 미니시리즈 《나의 아저씨》(집필) 등 집필 )

### 연출
- 김석윤 : (KBS 2TV 일일시트콤 《멋진 친구들》(연출), KBS2 예능프로그램 《윤도현의 러브레터》(공동연출), KBS2 일일시트콤 《달려라 울엄마》(공동연출), KBS2 일일시트콤 《올드미스 다이어리》(공동연출), JTBC 일일시트콤 《청담동 살아요》(연출), JTBC 일일시트콤 《청담동 살아요 리부트》(연출), JTBC 교양프로그램 《퀴즈쇼 아이돌 시사회》(공동연출), JTBC 예능프로그램 《신화방송》(공동연출), JTBC 예능프로그램 《패티김 쇼》(책임프로듀서), JTBC 예능프로그램 《미라클 코리아》(기획), JTBC 예능프로그램 《神의 한수》(책임프로듀서), JTBC 예능프로그램 《시트콩 로얄빌라》(연출), JTBC 예능프로그램 《대단한 시집》(연출), JTBC 예능프로그램 《신화방송 2 - 신화가 찾은 작은 신화》(책임프로듀서), JTBC 주말 미니시리즈 《송곳》(연출), JTBC 금토 미니시리즈 《이번 주 아내가 바람을 핍니다》(연출), JTBC 월화 미니시리즈 《눈이 부시게》(연출), JTBC 수목 미니시리즈 《로스쿨》(연출), 영화 《올드미스 다이어리》(감독), 영화 《조선명탐정：각시투구꽃의 비밀》(감독), 영화 《조선명탐정: 사라진 놉의 딸》(감독), 영화 《조선명탐정: 흡혈괴마의 비밀》(감독) 등 연출 )

## 등장인물
- (†) 표시는 드라마 상에서 최종적으로 사망한 인물이다.

### 주요 인물
- 이민기 : 염창희 역 - 편의점 본사 대리, 삼남매의 둘째.

이 드라마의 메인 남주인공
내가 무슨 말만 하면 철이 안 들었대, 왜? 할 말이 없거든. 왜 할 말이 없게? 내가 맞는 말만 하거든. 드럽게 논리적이고 이성적인 척 상황 분석하고 말하는 인간들, 돌아버려. 인간의 감정과 이성에 논리가 있는 줄 알아? 없어. 자기가 좋아하고 싫어하고가 논리야. 애정이 논리야. 이 세상에 애정법 외에는 아무 법칙도 없어. 단박에 핵을 뚫고 들어가서 얘기하면 나 보고 다 철이 안 들었대. 철이 안 들었다는 말은 인정할 수 없다. 속없어 보인다는 말은 인정. 근데 결정적으로 내가 허튼짓은 안 한다. 이걸 알아주는 사람이 있어야 되는데... 안타깝다.
어떤 일을 겪고 미련 없이 회사를 그만 둔다. 됐다. 그만 하자. 그만 해도 된다. 솔직히 어디에도 깃발 꽂을 만한 데를 발견하지 못했다. 돈, 여자, 집, 차... 다들 그런 거에 깃발 꽂고 달리니까 덩달아 달린 것 뿐. 욕망도 없었으면서 그냥 같이 달렸다. 애초에 느낌으로만 알고 있던 욕망 없는 자신의 성품에 대해 인정하기 시작. 성품이 팔자라 했다. 이 길로 쭉 가면 행복하지도 않고 지치기만 할 뿐. 예린의 옛연인.
- 김지원 : 염미정 역 - 카드회사 계약직, 해방클럽 멤버. 삼남매의 막내.

이 드라마의 메인 여주인공.
사랑받을 자신은 없지만, 미움 받지 않을 자신은 있다. 자신을 대화의 중심에 놓는데 능숙한 또래들에 비해, 미정은 말로 사람들의 시선을 모으는데 재주가 없다. 나의 말과 그들의 말은 다르다. 그들끼리 통하는 유쾌하고 소란스러운 말들은 어느 한 구절도 미정의 마음에 스며들지 못하고 튕겨 나간다. 그래도 늘 웃는 낯으로 경청하고 수더분하게 들어준다. 까르르 웃어 넘어가는 또래들을 보면 여전히 낯설다. 저들은 정말 행복한 걸까? 나만 인생이 이런 걸까? 인생이 심란하기만 하다. 무표정하다가도 눈앞에 사람이 들어오면 자동으로 미소. 사회적으로 적응된 인간.
조직에선 그렇게 움직이나, 어려서부터 나고 자란 동네에선 무뚝뚝한 표정을 숨기지 않는다. 혼자 있을 때는 깊은 얼굴이 된다. 곧 죽어도 이상하지 않은 얼굴. 지칠 일 없이 지친다. 누구와도 싸우는 일 없이 무던하게 살아왔지만, 티내지 않고 있었을 뿐, 사람들에 대한 실망과 앙금은 차곡차곡 쌓이고 있었다. 어쩌면 그것이 온 우주에 나 혼자 있는 것 같은 기분이 들게 한 것은 아닐까? 지칠 일 없이 지친 원인 아니었을까? 생각하면 좋기만 한 사람! 그런 사람 하나만 있다면!
앙금 하나 없이, 생각하면 좋기만 한 사람이 있다면! 만들어보자. 그런 사람. 멈추지 말자. 주저앉지 말자. 이게 인생일 리 없다. 길을 찾자. 나는 해방될 것이다. 자경의 연인.
- 손석구 : 구자경 역[1] - 외지인

이 드라마의 서브 남주인공. 작중 조직의 前 중간 보스
하루를 견디는데 술만큼 쉬운 방법이 또 있을까? 마시다 보면 취하고, 취하다 보면 밤이고... 그렇게 하루가 간다. 이 생활도 괜찮구나. 우울한 기분은 잠깐. 우울하면 또 마시게 된다. 동네 어른이 잠깐 도와달래서 도와줬더니, 그 뒤로 틈틈이 부른다. 돈도 주고 밥도 주면서. 하루에 몇 시간 아니지만 일하면서 술마시니 그렇게 쓰레기 같지만은 않은 느낌. 어느날 갑자기 이 마을에 들어와 조용히 술만 마시는 나에게, 사람들은 섣불리 말을 걸거나 자기들의 세계로 끌어들이지 않는다. 뭔가 쓴맛을 보고 쉬는 중이겠거니 생각하는 듯. 사람들과 말없이 지낸다는 게 이렇게 편한 거였다니.
그 동안 사람들 사이에서 자신을 어떤 인간으로, 어떤 위치에 놓아야 될지, 얼마나 피곤하게 계산해가며 살았었는지 새삼 느낀다. 그렇게 지내는데 어르신의 딸이 찾아왔다. 이 생활에 푹 젖어있는 나를 다시 정신 차리게 해서 억지로 일으켜 세우고 싶지 않다. 남녀관계에서 또 어떤 옷을 입고 어떤 인간을 연기해야 하나. 그럴 의지도 기력도 없다. 이 여자, 태생적으로 주목 받을 수 없는 무채색 느낌이 나는 게, 사회생활 힘들었겠구나, 그래서 용트림 한 번 해봤구나 싶다. 어랏, 이 여자 은근 꼴통이네 이거. 물러날 기색이 없다. 그래, 잠깐인데 뭐 어떠랴. 불안하다. 그녀와 행복할수록 불안하다. 미정의 연인.
- 이엘 : 염기정 역 - 리서치 회사 팀장, 삼남매의 첫째.

이 드라마의 서브 여주인공
아침에 눈뜨자마자 시풀시풀 거리다가 발등 찍고, 집에 들어오자마자 시풀시풀 거리다가 무릎 찍는 기정을 보고 엄마는 딴 게 팔자가 아니라고, 심뽀가 팔자라고, 심뽀 좀 곱게 쓰라고. 나이 들면 세련되고 발칙하게 '섹스앤더시티'를 찍으며 살 줄 알았는데, 매일 길바닥에 서너 시간씩 버려가면서 출퇴근하느라고 서울 것들보다 빠르게 늙어 간다. 밤이면 발바닥은 찢어질 것 같고, 어깨엔 누가 올라타 앉은 것 같고. 지하철 차창에 비친 얼굴을 보면 저 여자는 누군가 싶고. 나, 이렇게 저무는 건가. 그 전에. 마지막으로. 아무나. 사랑해보겠습니다. 아무나, 한 번만, 뜨겁게, 사랑해보겠습니다.
그 동안 인생에 오점을 남기지 않기 위해, 처음부터 마지막 종착지가 될 남자를 찾느라, 간보고 짱보고... 그래서 지나온 인생은 아무것도 없이 그저 지겨운 시간들뿐이었습니다. 이제, 막판이니, 아무나, 정말 아무나, 사랑해보겠습니다. 들이대 보겠습니다. 태훈의 연인. 경선의 고등학교 동창.

### 삼남매의 가족
- 천호진 : 염제호 역 - 삼남매의 아버지, 혜숙의 남편.
- 이경성 : 곽혜숙 역 † - 삼남매의 어머니, 제호의 아내. (1회 ~ 13회)

### 태훈과 가족들
- 이기우 : 조태훈 역 - 미정의 직장 동료, 경영법무실 과장, 해방클럽 멤버. 기정의 연인. 유림의 아버지.
- 김로사 : 조희선 역 - 태훈의 첫째 누나, 경선의 언니. 유림의 첫째 고모.
- 정수영 : 조경선 역 - 태훈의 둘째 누나, 기정의 고등학교 동창. 유림의 막내 고모.
- 강주하 : 조유림 역 - 태훈의 딸, 희선과 경선의 조카.

### 미정네 회사 사람들
- 박수영 : 박상민 역 - 전략기획실 부장, 해방클럽 멤버
- 이지혜 : 소향기 역 - 행복지원팀 팀장, 해방클럽 네 번째 멤버

### 동네 친구들
- 한상조 : 오두환 역 - 삼남매의 동네 친구
- 전혜진 : 지현아 역 - 삼남매의 동네 친구
- 조민국 : 석정훈 역 - 삼남매의 동네 친구, 초등학교 교사

### 그 외 인물
- 양준명 : 이민규 역 - 창희의 회사 동료
- 정혜지 : 다연 역 - 창희의 회사 동료
- 공예지 : 한수진 역 - 미정의 회사 동료
- 이호영 : 최준호 역 - 미정의 회사 직속상사, 사사건건 미정의 무능력함과 촌스러움을 지적하지만 실상은 그렇지 않다.
- 전수진 : 이예린 역 - 창희의 전 여자친구
- 김우형 : 박진우 역 - 기정의 회사 이사
- 양소민 : 김 이사 역 - 기정의 회사 선배
- 오민애 : 변상미 역 - 편의점 점주
- 최보영 : 정아름 역 - 사사건건 창희에게 걸림돌이 되는 선배
- 최민철 : 백 사장 역 - 과거 자경과 악연으로 얽혀있는 인물 (9회 ~ 12회)
- 강정우 : 정찬혁 역 - 미정의 전 남자친구, 미정의 명의로 대출을 하고 갚지 않았다.
- 정원조 : 권혁수 역 - 현아의 현 남자친구, 암투병중이다.
- 박재철
- 김민송 : 삼식 역
- 이신성 : 현진이 형 역
- 최정인 : 미정이 다니는 회사의 실장 역
- 미상 : 신 회장 역
- 미상 : 행복복지센터 직원 역

## 시청률
최저 시청률과 최고 시청률은 시청률 조사회사와 지역별로 시청률에 차이가 있을 수 있습니다.
| 시즌 | 시즌 | 에피소드 번호 | 에피소드 번호 | 에피소드 번호 | 에피소드 번호 | 에피소드 번호 | 에피소드 번호 | 에피소드 번호 | 에피소드 번호 | 에피소드 번호 | 에피소드 번호 | 에피소드 번호 | 에피소드 번호 | 에피소드 번호 | 에피소드 번호 | 에피소드 번호 | 에피소드 번호 | 평균  |
| 시즌 | 시즌 | 1             | 2             | 3             | 4             | 5             | 6             | 7             | 8             | 9             | 10            | 11            | 12            | 13            | 14            | 15            | 16            | 평균  |
| ---- | ---- | ------------- | ------------- | ------------- | ------------- | ------------- | ------------- | ------------- | ------------- | ------------- | ------------- | ------------- | ------------- | ------------- | ------------- | ------------- | ------------- | ----- |
|      | 1    | 0.651         | 0.622         | 0.574         | 0.538         | 0.579         | 0.900         | 0.769         | 0.902         | 0.848         | 1.006         | 1.000         | 1.212         | 1.149         | 1.462         | 1.443         | 1.545         | 0.950 |

| 2022년 | 2022년   | 2022년         | 2022년       |
| 회차   | 방송일   | AGB 시청률     | AGB 시청률   |
| 회차   | 방송일   | 대한민국(전국) | 서울(수도권) |
| ------ | -------- | -------------- | ------------ |
| 제1회  | 4월 9일  | 2.941%         | 3.057%       |
| 제2회  | 4월 10일 | 3.018%         | 3.236%       |
| 제3회  | 4월 16일 | 2.552%         | 2.862%       |
| 제4회  | 4월 17일 | 2.325%         | 2.292%       |
| 제5회  | 4월 23일 | 2.766%         | 2.874%       |
| 제6회  | 4월 24일 | 3.832%         | 3.971%       |
| 제7회  | 4월 30일 | 3.306%         | 3.541%       |
| 제8회  | 5월 1일  | 3.876%         | 4.155%       |
| 제9회  | 5월 7일  | 3.625%         | 4.259%       |
| 제10회 | 5월 8일  | 4.594%         | 5.242%       |
| 제11회 | 5월 14일 | 4.142%         | 4.583%       |
| 제12회 | 5월 15일 | 4.969%         | 5.603%       |
| 제13회 | 5월 21일 | 4.760%         | 4.981%       |
| 제14회 | 5월 22일 | 6.073%         | 6.547%       |
| 제15회 | 5월 28일 | 5.943%         | 6.720%       |
| 제16회 | 5월 29일 | 6.728%         | 7.616%       |

## 참고 사항
- 김석윤 PD와 박해영 작가는 KBS 2TV 일일시트콤 《올드미스 다이어리》, JTBC 일일시트콤 《청담동 살아요》, JTBC 일일시트콤 《청담동 살아요 리부트》, 영화 《올드미스 다이어리》에 이어서 5번째로 전격 협업한다.
- 김석윤 PD와 김지원은 2018년에 개봉한 영화 《조선명탐정: 흡혈괴마의 비밀》 이후로 4년 만에 다시 호흡을 맞추는 계기가 되었다.
- 전혜진과 천호진은 2009년에 방송된 SBS 주말 특별기흭드라마 《그대, 웃어요》 이후로 12년 1개월 만에 재회하는 작품이다.
- 전혜진은 2018년에 방송된 tvN 수목 미니시리즈 《마더》 이후로 4년 1개월 만에 안방극장에 복귀한다.
- 33회부터 OTT 플랫폼 작품까지 작가상 후보에 첨가시킨 후[4] "한번 드라마 작가상을 받은 사람은 재수상이 불가피하다"는 규정이 사라진 뒤 처음 받은 한국방송작가상 드라마 수상작(35회)인데 종편으로 치자면 같은 채널 《아내의 자격》(25회) 이후[5] 두 번째다.

## OST
- Part.1 헨 - 푹 (2022.04.10 발매)
- Part.2 이준형 - 함께할 수 있기를 (2022.04.16 발매)
- Part.3 신유미 - 느림보 (2022.04.17 발매)
- Part.4 진동욱 - 그런 날 (2022.04.23 발매)
- Part.5 하현상 - Be My Birthday (2022.04.24 발매)
- Part.6 SWAY (스웨이) - We Sink (2022.04.30 발매)
- Part.7 이수현 - 나의 봄은 (2022.05.01 발매)
- Part.8 최기덕 (9duck) - 다이아몬드 (2022.05.07 발매)
- Part.9 헨 - 일종의 고백 (Female Ver.) (2022.05.08 발매)
- Part.9 곽진언 - 일종의 고백 (Male Ver.) (2022.05.08 발매)
- Part.10 홍이삭 - 알 것도 같아 (2022.05.14 발매)
- Part.11 김필 - Here We Are (2022.05.15 발매)

## 수상
- 2022년 코리아드라마어워즈 남자 우수연기상 (이기우)
- 제 35회 한국방송작가상 드라마 작가상 (박해영)
- 2023년 제59회 백상예술대상 TV부문 남자최우수연기상 (손석구)
- 2023년 제59회 백상예술대상 TV부문 여자최우수연기상 (김지원)
- 2023년 제59회 백상예술대상 TV부문 극본상 (박해영)

## 같이 보기
- 대한민국의 텔레비전 드라마 목록 (ㄱ)
- 2022년 대한민국의 텔레비전 드라마 목록